# Tunnelstrom
Als Tunnelstrom bezeichnet man einen elektrischen Strom, der durch den quantenmechanischen Tunneleffekt zustande kommt. 
Ein Strom kann normalerweise bei einer anliegenden äußeren elektrischen Spannung durch einen elektrischen Leiter oder Halbleiter fließen. Durch einen Nichtleiter findet ein solcher Stromfluss normalerweise nicht statt.
Ist der betreffende Nichtleiter, der die Barriere darstellt, jedoch sehr schmal, so kommt es doch zu einem Stromfluss, eben dem Tunnelstrom. Dieser wird mittels der quantenmechanischen Wellenfunktion beschrieben, deren Wahrscheinlichkeitsamplitude bei Auftreffen auf den Nichtleiter nicht augenblicklich Null wird, sondern exponentiell abnimmt. Das Betragsquadrat der Wellenfunktion am Ende der Barriere ist proportional zum Tunnelstrom und nimmt exponentiell mit der Breite der Barriere ab. Ein Tunnelstrom tritt aber nur dann auf, wenn die Elektronen auf der anderen Seite der Barriere einen freien Platz finden.